# Vince Tempera
Vince Tempera  de son vrai nom Vincenzo Tempera (né à Milan  le 18 septembre 1946) est un musicien, compositeur, arrangeur, producteur et chef d'orchestre italien .

## Biographie
Vince Tempera est né à Milan  et obtient un diplôme de piano et de composition au Conservatoire, puis commence une activité musicale en collaborant avec plusieurs groupes comme  I Giganti et La Nuova Era. puis du groupe Rock progressif  Il Volo. À la fin des années 1970, il  obtient un succès commercial en tant que compositeur de musique pour la bande dessinée. Il est chef d'orchestre lors de diverses éditions du Festival de Musique de Sanremo et dans une édition du Concours Eurovision de la chanson (pour Malte en 1975). Il a contribué aussi  à plusieurs musiques de film dont Profession garde du corps (1975) de Tonino Valerii, Les Quatre de l'apocalypse (1975), L'Emmurée vivante (1977) ou Selle d'argent (1978) de Lucio Fulci. Le thème principal de son album  Sette note in nero a été inclus dans la bande originale de Kill Bill: Volume 1 de Quentin Tarantino. Ses collaborations incluent, entre autres, Zucchero Fornaciari, Lucio Battisti, Francesco Guccini, Antonello Venditti, Nomadi et Angelo Branduardi.

## Filmographie
- 1968 : Et maintenant, recommande ton âme à Dieu (Ed ora, raccommanda l'anima a Dio!) de Demofilo Fidani
- 1975 : Il cav. Costante Nicosia demoniaco ovvero: Dracula in Brianza de Lucio Fulci